# Trinomys paratus
Trinomys paratus là một loài động vật có vú trong họ Echimyidae, bộ Gặm nhấm. Loài này được Moojen mô tả năm 1948.

## Hình ảnh

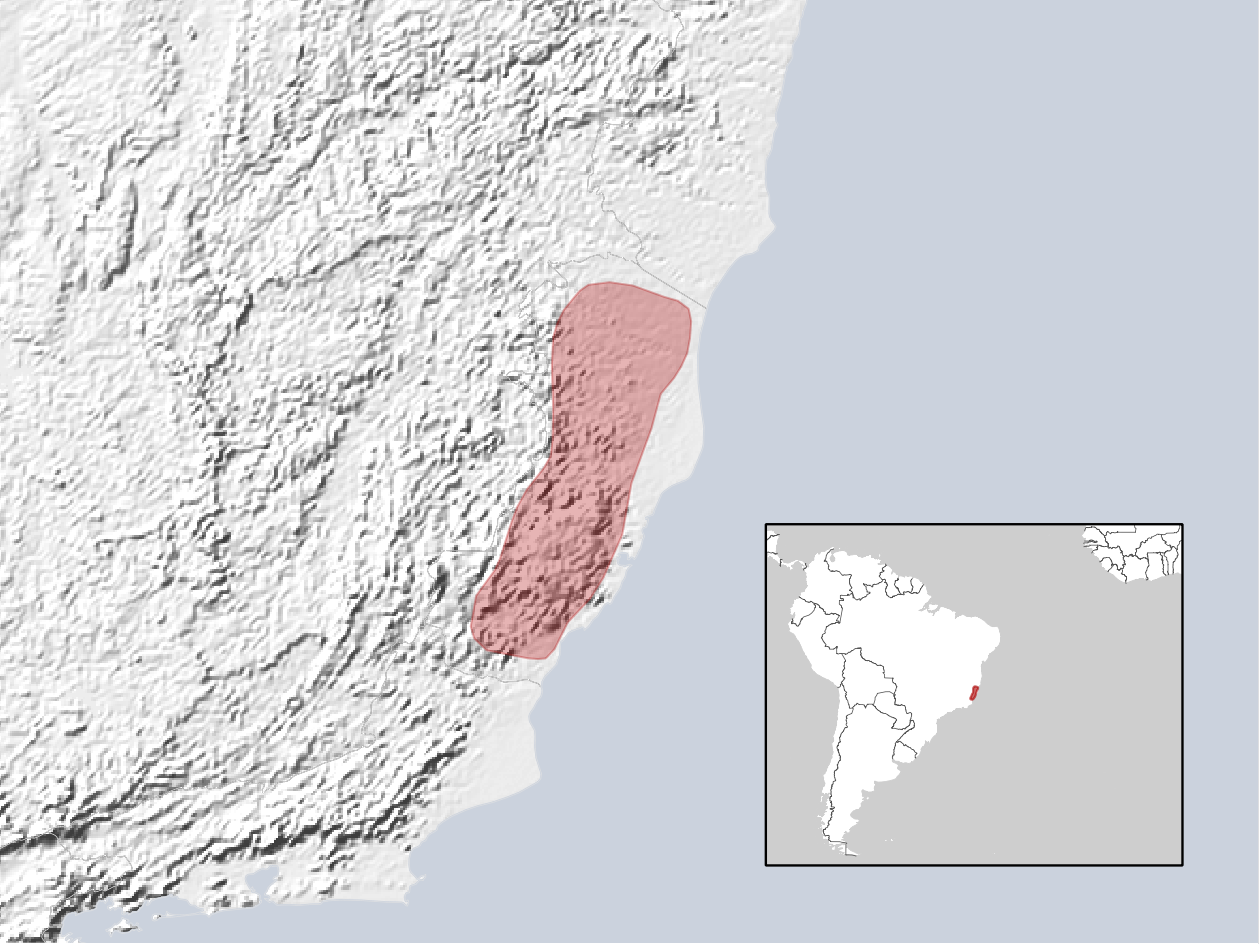